# Église de Saint-Laurent (Montréal)
Pour les articles homonymes, voir Église Saint-Laurent.
L'église de Saint-Laurent est un lieu de culte catholique à Montréal.

## Histoire

### Ancienne église
Le 10 août 1735, en la fête de Laurent de Rome, on bénit la première église, construite en pierres.  Ce temple fut érigé entre 1732 et 1735 et avait coûté 2000 livres.

### Nouvelle église
Elle est construite entre 1835 et 1837, à l'emplacement du premier temple. Sa façade est reconstruite en 1884.
La nouvelle église est consacrée le 23 mai 1837 par monseigneur Jean-Jacques Lartigue, premier évêque de Montréal.

#### Corps de métiers
- Joseph Barbeau (maçon)
- François Viau (charpentier).

### Discours de Papineau, 1837
Le 15 mai 1837, Papineau y prononce l'un des discours les plus importants de sa carrière devant ses partisans, rassemblés devant l'église de Saint-Laurent: 

« ... une assemblée nombreuse et très respectable des électeurs du comté de Montréal fut tenue lundi, le 15 mai 1837, à St. Laurent, chef-lieu, pour prendre en considération les mesures coércitives proposées par le ministère à la chambre des communes le 6 mars dernier, et pour aviser aux moyens de protéger les droits et les libertés du peuple de cette province contre l'agression projetée. »

— Procédés de l'assemblée des électeurs du comté de Montréal : tenue à Saint Laurent le 15 mai 1837
 ...

## Architecture
Cette église en pierre de taille est d'inspiration néogothique, selon un plan en croix latine terminé par un chœur au chevet plat, avec des contreforts et de hautes fenêtres à arc brisé.
Sa façade est au milieu de deux tours carrées ornées de pinacles. Son toit à deux versants est couvert de tôle à baguettes.
Son architecture s'inspire de la basilique Notre-Dame de Montréal, construite par l'architecte James O'Donnell, de style néogothique d'inspiration britannique.

## Situation
Elle est au centre d'un important ensemble religieux et institutionnel de l'arrondissement de Saint-Laurent (Montréal).

## Statut patrimonial
En tant qu'immeuble patrimonial, l'enveloppe extérieure du bâtiment est protégée.